# Johann Fischer von Waldheim
Johann Gotthelf Fischer von Waldheim (ur. 13 października 1771, zm. 18 października 1853) – niemiecki badacz anatomii, entomolog i paleontolog.

## Życiorys
Fischer urodził się w Waldheim w Saksonii, w rodzinie tkaczy lnu. Podjął studia medyczne w Lipsku, a następnie wraz ze swym przyjacielem, Alexandrem von Humboldtem, udał się do Wiednia i Paryża, by studiować u Georges’a Cuviera. Osiągnął tytuł profesorski w Moguncji, a następnie w 1804 roku został profesorem historii naturalnej oraz dyrektorem Muzeum Historii Naturalnej przy państwowym, rosyjskim Uniwersytecie Moskiewskim. 
Fischer zajmował się głównie klasyfikacją bezkręgowców, wynikiem tych prac była książka Entomographia Imperii Rossici (1820–1851). Badał też skamieniałości na stanowiskach w okolicach Moskwy.